# Abril
|  | Per a altres significats, vegeu «Abril (desambiguació)». |

L'abril és el quart mes de l'any en el calendari gregorià i té 30 dies. En el calendari romà primitiu (s. VIII) era el segon mes de l'any, que començava al març. El seu nom en llatí era aprilis, format a partir d'Apru, nom etrusc de la deessa grega Afrodita. També es creu que evoca la paraula "obrir" en llatí, ja que s'obren més els dies, duren més. Abril tenia trenta dies en el primitiu calendari romà, però va passar a tenir-ne 29 en el calendari lunar de Numa Pompili. El calendari julià li va restituir el trentè dia. Els seus símbols són el diamant i la margarida.
Per als anglosaxons era l'oster-monath, en honor d'una deessa que va originar la Pasqua.

## Esdeveniments
- El 2 d'abril se celebra el dia internacional del llibre infantil i juvenil.
- El 7 d'abril se celebra el dia mundial de la Salut
- El 23 d'abril se celebra el diada de sant Jordi, patró de Catalunya
- El 25 d'abril se celebra la Diada del País Valencià
- El 27 d'abril se celebra el dia de la Mare de Déu de Montserrat, patrona de Catalunya
- El 28 d’abril del 2024 se celebra el 1r acte dels 600 anys de gegants a Catalunya i al Món, amb la Trobada Nacional de Gegants, amb més de 230 colles i 600 gegants